# جويل نيلسون
جويل نيلسون (بالإنجليزية: Joel Nelson)‏ هو شاعر أمريكي، ولد في 1945.